# Vuelta al Táchira 1987
La 22ª edición de la Vuelta al Táchira se disputó desde el 10 hasta el 20 de enero de 1987.
Perteneció al calendario de la Federación Venezolana de Ciclismo. El recorrido contó con 10 etapas y 1428 km, transitando por los estados Miranda, Aragua, Carabobo, Yaracuy, Lara, Portuguesa, Barinas, Mérida y Táchira.
El ganador fue el venezolano Elio Villamizar del equipo Lotería del Táchira, quien fue escoltado en el podio por Fernando Correa y Pedro Mora.
La clasificación por equipos la ganó Lotería del Táchira.

## Equipos participantes
Participaron varios equipos conformados por entre 6 y 8 corredores, con equipos de Venezuela, Ecuador, Cuba y Colombia.
| - Lotería del Táchira - Club Cadafe Uribante Caparo - Selección de Barinas - Asamblea Legislativa Mérida - Gobernación del estado Mérida - Selección de Carabobo | - Selección de Colombia - Selección de Ecuador - Selección de Cuba |

## Etapas
| Etapa   | Fecha       | Recorrido                                | Km  | Ganador            | Lider           |
| Prólogo | 9 de enero  | Circuito en Velódromo Teo Capriles       | 8   | José Ruiz          | José Ruiz       |
| 1ª      | 10 de enero | Circuito en Caracas - Paseo Los Próceres | 122 | Adin Albarrán      | Adin Albarrán   |
| 2ª      | 11 de enero | Los Teques - Maracay - Valencia          | 153 | Justo Galaviz      | Justo Galaviz   |
| 3ª A    | 12 de enero | CRI de Valencia a Campo de Carabobo      | 21  | Fernando Correa    | Fernando Correa |
| 3ª B    | 12 de enero | Nirgua - Barquisimeto                    | 90  | Fernando Correa    | Fernando Correa |
| 4ª A    | 13 de enero | CRE de Acarigua a Ospino                 | 21  | Selección de Cuba  | Fernando Correa |
| 4ª B    | 13 de enero | Guanare - Barinas                        | 94  | Eduardo Cruz       | Fernando Correa |
| 5ª      | 14 de enero | Santa Bárbara - Siberia                  | 143 | Pedro Mora         | Fernando Correa |
| 6ª      | 16 de enero | La Fundación - San Antonio               | 153 | Elio Villamizar    | Elio Villamizar |
| 7ª      | 17 de enero | Circuito en San Cristóbal                | 100 | Pablo Caicedo      | Elio Villamizar |
| 8ª      | 18 de enero | Colón - Tovar                            | 181 | Jorge Salazar      | Elio Villamizar |
| 9ª      | 19 de enero | Tovar - Zea - La Grita                   | 143 | Leonardo Sierra    | Elio Villamizar |
| 10.ª    | 20 de enero | Michelena - San Cristóbal                | 124 | Leonardo Hernández | Elio Villamizar |

## Clasificaciones

### Clasificación general
| Posición | Ciclista        | Equipo              | Tiempo    |
|          | Elio Villamizar | Lotería del Táchira | 33:18:56  |
| 2º       | Fernando Correa | Lotería del Táchira | +00:00:06 |
| 3º       | Pedro Mora      | Club Cadafe         | +00:02:06 |
| 4º       | Eduardo Alonso  | Selección de Cuba   |           |
| 5º       | José Lindarte   | Lotería del Táchira |           |
| 6º       | José Villamizar | Lotería del Táchira |           |
| 7º       | Bandera de ?    | Bandera de ?        |           |
| 8º       | Bandera de ?    | Bandera de ?        |           |
| 9º       | Bandera de ?    | Bandera de ?        |           |
| 10º      | Bandera de ?    | Bandera de ?        |           |

### Clasificación por puntos
| Posición | Ciclista     | Equipo       | Puntos |
|          | Bandera de ? | Bandera de ? |        |
| 2°       | Bandera de ? | Bandera de ? |        |
| 3°       | Bandera de ? | Bandera de ? |        |

### Clasificación de la montaña
| Posición | Ciclista        | Equipo              | Puntos |
|          | Elio Villamizar | Lotería del Táchira |        |
| 2°       | Bandera de ?    | Bandera de ?        |        |
| 3°       | Bandera de ?    | Bandera de ?        |        |

### Clasificación de los sprints
| Posición | Ciclista        | Equipo            | Puntos |
|          | Jorge Rodríguez | Selección de Cuba |        |
| 2°       | Bandera de ?    | Bandera de ?      |        |
| 3°       | Bandera de ?    | Bandera de ?      |        |

### Clasificación sub-23
| Posición | Ciclista        | Equipo                | Tiempo |
|          | Leonardo Sierra | Gobernación de Mérida |        |
| 2°       | Bandera de ?    | Bandera de ?          |        |
| 3°       | Bandera de ?    | Bandera de ?          |        |

### Clasificación por equipos
| Posición | Equipo              | Tiempo |
|          | Lotería del Táchira |        |
| 2°       | Bandera de ?        |        |
| 3°       | Bandera de ?        |        |